# Sperrarterie
Eine Sperrarterie oder Polsterarterie ist ein zuführendes Blutgefäß, dessen Weite über die Muskulatur der Arterienwand stark gedrosselt bzw. völlig verschlossen werden kann. Sie reguliert damit den Blutzufluss zu verschiedenen Organen wie endokrinen Drüsen und den Schwellkörpern von Penis und Klitoris. Die Sperrarterien im Penis öffnen sich nur bei sexueller Erregung (siehe Erektion).
Verfügt eine Vene über eine ähnliche Regulierbarkeit, wird sie Drosselvene genannt.